# Abu Ali Mustafa
Mustafa Zibri, mer känd som Abu Ali Mustafa (arabiska: ابو علي مصطفى), född 1938 i Arraba, Jenin, död 27 augusti 2001 i Ramallah, var generalsekreterare för Folkfronten för Palestinas befrielse (PFLP) från juli 2000 till 27 augusti 2001, då han dödades av israeliska styrkor.
Abu Ali Mustafa föddes på norra Västbanken, i byn Arraba. Som 18-åring gick han med i föregångaren till dagens PFLP, George Habash:s Arab Nationalist Movement (ANM). För sina politiska aktiviteter arresterades han 1957 av jordanska myndigheter två år efter att han gått med i ANM. Han satt fängslad till 1961. Efter sin frigivning tog han kontrollen över ANM:s militära operationer på norra Västbanken.
När Västbanken ockuperades av Israel 1967, till följd av Sexdagarskriget, gick Abu Ali Mustafa i exil som varade i 32 år. Han tillbringade tiden i Damaskus och Jordanien. När ANM blev PFLP efter Sexdagarskriget gick Abu Ali Mustafa med där, och blev snabbt en ledande profil inom organisationen.
Efter avtal mellan Yassir Arafat och Ehud Barak kunde palestinier i exil ta sig tillbaka till Palestina i viss mån. Abu Ali Mustafa var en av dem, och hans exil upphörde i september 1999. När George Habash drog sig tillbaks tog Abu Ali Mustafa över som generalsekreterare i juli 2000. Denna post innehade han fram till den 27 augusti året därpå, då en israelisk attackhelikopter sköt en missil mot hans kontor, och dödade honom.
Han efterträddes av Ahmed Sadat, som inte mer än ett halvår senare arresterades för mordet på den israeliske turistministern Rehavam Zeevi. Mordet på Zeevi hade utförts som hämnd för mordet på Abu Ali Mustafa.  Abu Ali Mustafa har blivit en symbol för PFLP, och dess väpnade gren har antagit hans namn – Abu Ali Mustafa-brigaderna (Kata'ib Abu Ali Mustafa).